# Werner von Troil

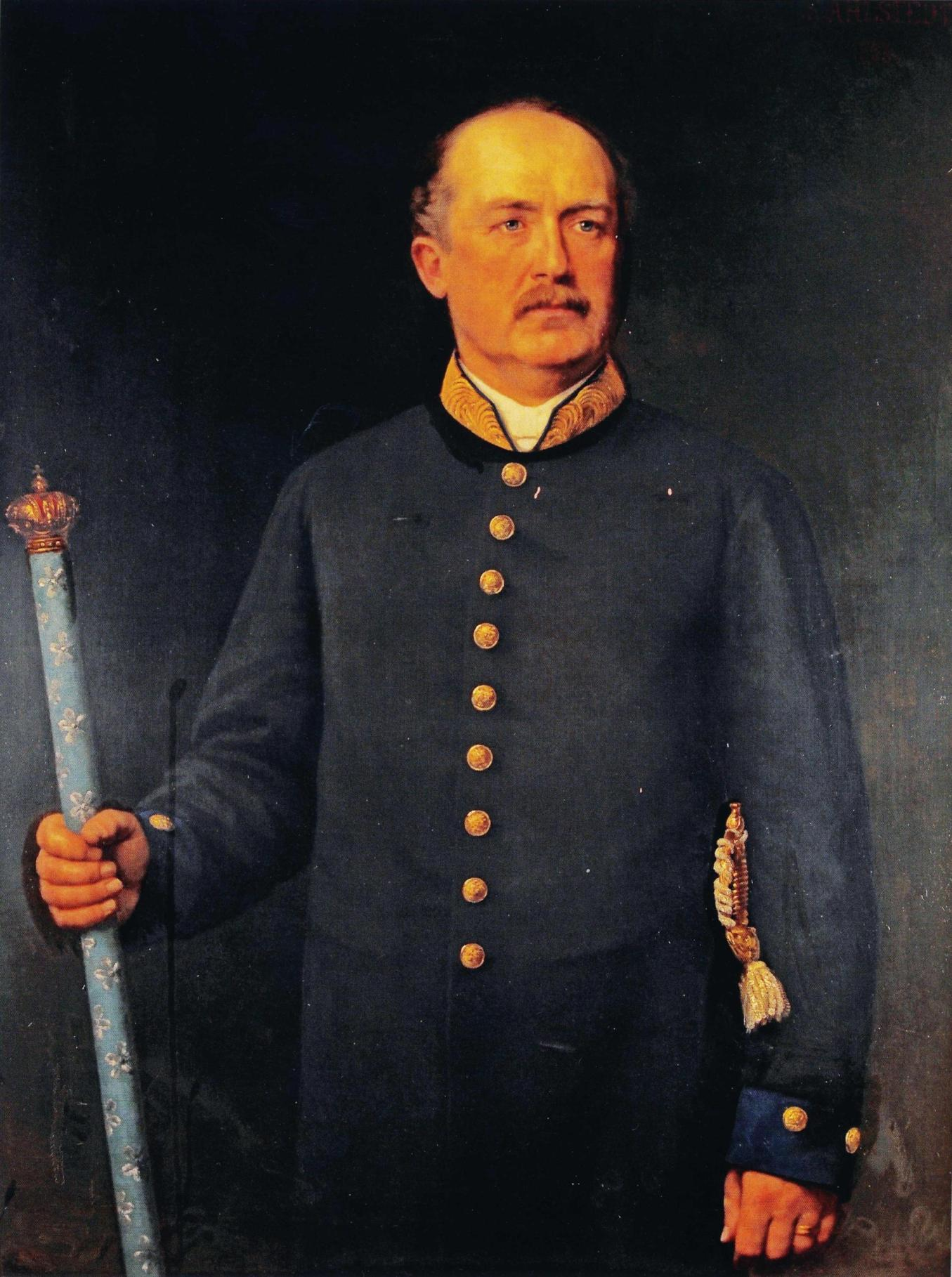
Werner von Troil.

Samuel Werner von Troil, född 14 februari 1833 i Nousis, död 27 april 1900 i Helsingfors, var en finländsk ämbetsman och politiker. Han var son till Samuel Werner von Troil och bror till Gösta von Troil. 
Efter avlagd juridisk examen och tjänstgöring vid Åbo hovrätt 1859–1866 ägnade von Troil sig åt bland annat jordbruk och affärsverksamhet. Från 1867 var han, som en av de främsta talarna i ståndet, en inflytelserik medlem av ridderskapet och adeln i lantdagen, där han tillhörde de liberala. Han tjänstgjorde som lantmarskalk 1882, 1885, 1897 och 1899; återinträdde 1885 i statstjänst som vice ordförande i senatens ekonomiedepartement och var då allmänt uppskattad, men betydligt mindre populär 1891, då han tog avsked. Orsaken till hans försämrade anseende låg i den undfallenhet han visat inför de gryende förryskningssträvandena.